# Прогресс (Сальский район)
Прогресс — посёлок в Сальском районе Ростовской области.
Входит в состав Рыбасовского сельского поселения.

## География

### Улицы
| - ул. 50 лет Победы, - ул. А. В. Горбаня, - ул. Бригадная, - ул. Коломийцева, | - ул. Придорожная, - ул. Сахалинная, - ул. Свободы, - ул. Школьная. |

## Население
| 2010 |
| ---- |
| 334  |